# Mario Villafuerte
Mario Alfonso Villafuerte Cruz (Ipala, Chiquimula, 15 de septiembre de 1952) es un coronel retirado del Ejército de Guatemala, catedrático, escritor y político guatemalteco. 
En 2019 fue designado por Jimmy Morales como Gobernador Departamental de Chiquimula y fue juramentado el 28 de marzo de 2019, tras la renuncia del entonces gobernador Luis Molina Aguilar, estuvo a cargo de coordinar proyectos de desarrollo departamental.
En el año 2020 finalizó su cargo como gobernador departamental cuando Alejandro Giammattei nombró a su sucesor.